# László Károly
László Károly, född 10 juni 1974 i Pécs, är en ungersk turkolog.
Károly är utbildad vid Szegeds universitet, där han avlade magisterexamen i turkiska språk 2002 och doktorsexamen i altaiska språk 2008. I sin doktorsavhandling behandlade han jakutiskans morfologi. Han var vidare verksam som docent vid Johannes Gutenberg University Mainz (2008–2011 samt 2011–2016), Johann Wolfgang Goethe-Universität Frankfurt am Main (2008–2011) och Szegeds universitet (2009–2011) innan han 2016 utnämndes till professor i turkiska språk vid Uppsala universitet.
Károly intresserar sig bland annat för de inskrifter, huvudsakligen från 700-talet, som representerar turkspråkens äldsta skriftsystem och som till en del ännu är outtolkade. Han leder ett projekt för att registrera alla fynden i en databas för att göra det lättare att analysera dem. Han är redaktör för den vetenskapliga tidskriften Orientalia Suecana.